# 北薩オレンジロード
北薩オレンジロード（ほくさつオレンジロード）は、鹿児島県出水市から鹿児島県阿久根市に至る広域農道の一つである。

## 概要
- 道路名：北薩オレンジロード
- 区間：《始点》鹿児島県出水市境町　-　《終点》鹿児島県阿久根市西目
- 管理者：出水市・阿久根市

## 通過する市町村
- 鹿児島県
  - 出水市 - 阿久根市

## 接続する道路
- 国道3号

## 交差する道路
- 国道447号
- 国道328号
- 国道504号